# Copa de Presidentes

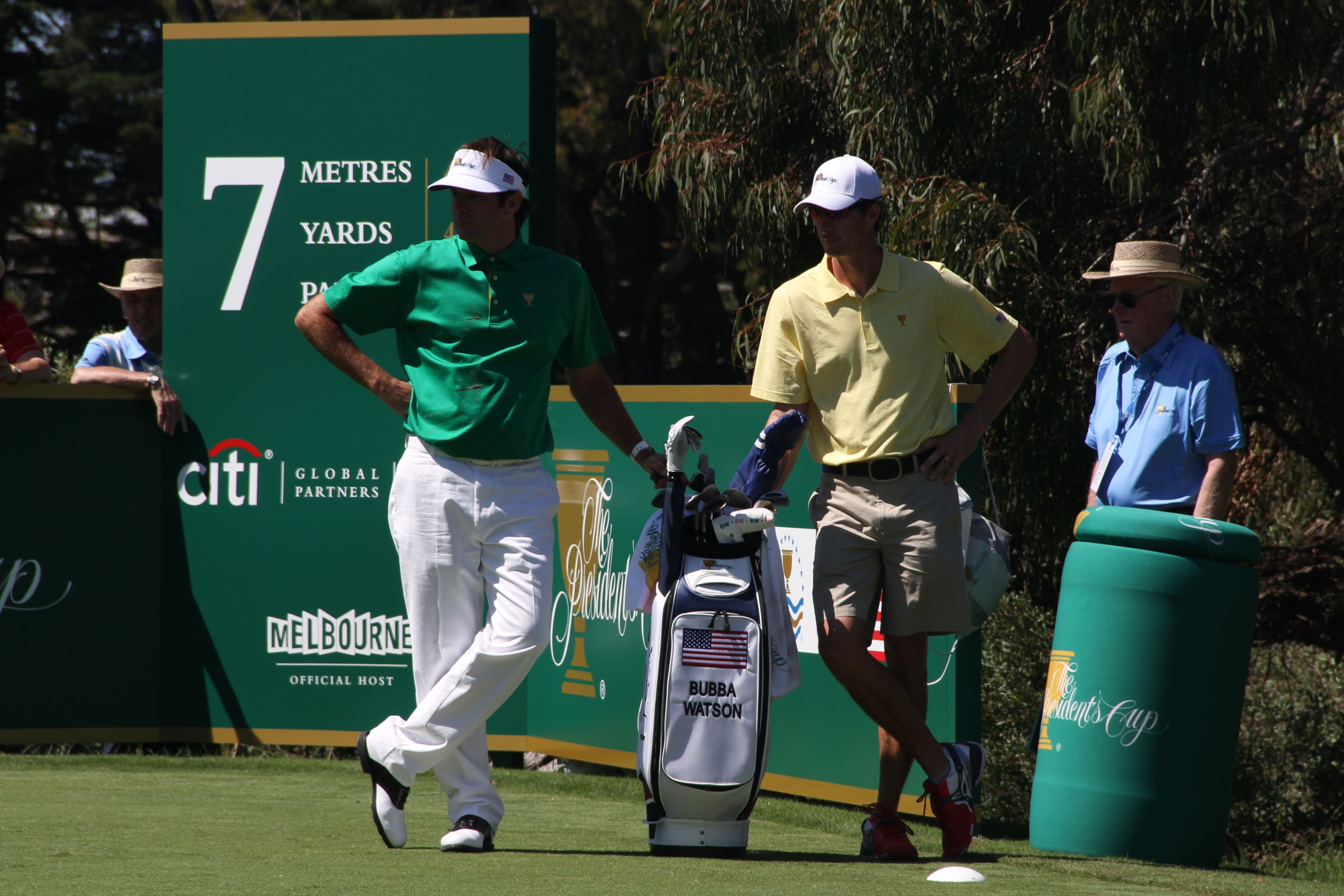
Copa de Presidentes 2011

La Copa de Presidentes (en inglés: Presidents Cup) es un torneo masculino de golf que se disputa desde el año 1994. Consiste en un enfrentamiento entre la selección de Estados Unidos y una selección de jugadores no europeos, que suele tener una mayoría de australianos y sudafricanos. La sede alterna en cada edición entre campos de golf de ambas regiones.
La Copa de Presidentes sirve de complemento a la Copa Ryder, que se juega entre Estados Unidos y Europa. La Copa de Presidentes es organizada por el PGA Tour, a diferencia de la Copa Ryder.
Originalmente, la Copa de Presidentes se realizaba en los años pares. Debido a los atentados del 11 de septiembre de 2001, la Copa Ryder 2001 fue aplazada a 2002, y la Copa de Presidentes se ha realizado desde entonces los años impares.
Cada equipo cuenta con 12 jugadores. Los jueves  se juegan cinco partidos de fourballs (mejor pelota) y los viernes cinco partidos de foursomes (tiros alternados). El sábado se juegan cuatro partidos de fourball y cuatro de foursomes. El domingo finaliza el certamen con doce partidos individuales. Todos los partidos utilizan el sistema match play, es decir que el ganador de cada hoyo suma un punto, y el jugador o equipo con más puntos gana el partido.

## Ganadores
| Año  | Sede                       | Equipo               | Marcador  |
| ---- | -------------------------- | -------------------- | --------- |
| 1994 | Robert Trent Jones         | Estados Unidos       | 20 - 12   |
| 1996 | Robert Trent Jones         | Estados Unidos       | 16½ - 15½ |
| 1998 | Royal Melbourne            | Equipo internacional | 20½ - 11½ |
| 2000 | Robert Trent Jones         | Estados Unidos       | 21½ - 10½ |
| 2003 | Fancourt                   | Empate               | 17 - 17   |
| 2005 | Robert Trent Jones         | Estados Unidos       | 18½ - 15½ |
| 2007 | Royal Montreal             | Estados Unidos       | 19½ - 14½ |
| 2009 | Harding Park               | Estados Unidos       | 19½ - 14½ |
| 2011 | Royal Melbourne            | Estados Unidos       | 19 - 15   |
| 2013 | Muirfield                  | Estados Unidos       | 18½ - 15½ |
| 2015 | Incheon                    | Estados Unidos       | 15½ - 14½ |
| 2017 | Liberty National Golf Club | Estados Unidos       | 19 - 11   |
| 2019 | Royal Melbourne Golf Club  | Estados Unidos       | 16 - 14   |
| 2022 | Quail Hollow Club          | Estados Unidos       | 17½ - 12½ |
| 2024 | Royal Montreal Golf Club   | Estados Unidos       | 18½ - 11½ |

## Golfistas destacados
| Estados Unidos - Phil Mickelson - Tiger Woods - Jim Furyk - Davis Love III - Steve Stricker - Zach Johnson - Hunter Mahan - Stewart Cink - Fred Couples - Justin Leonard - David Toms - Kenny Perry - Max Homa - Keegan Bradley | Equipo internacional - Ernie Els - Retief Goosen - Nick Price - Vijay Singh - Mike Weir - Adam Scott - Steve Elkington - Robert Allenby - Greg Norman - Geoff Ogilvy - Ángel Cabrera - Joaquín Niemann - Abraham Ancer - Christiaan Bezuidenhout - Jason Day |